# 吉田茂書翰の宛名一覧
吉田茂書翰の宛名一覧（よしだしげるしょかんのあてないちらん）は、吉田茂記念事業財団および後身の吉田茂国際基金が収集した吉田茂書翰の、宛名を五十音順に、送付回数を括弧書きで記したものである。送付回数は、次に掲げる各文献の、人名で書かれた見出しに明記されている。これは目次の人名から簡単に確認することができ、また、人数が多いため、収録されているページ数は省略した。
以下、『吉田茂書翰』（吉田茂記念事業財団編 中央公論社 1994年）と『吉田茂書翰 追補』（吉田茂国際基金-現在は解散-編 中央公論社 2011年 巻末に前書『吉田茂書翰』の正誤表あり）による。

## 『吉田茂書翰』
| 1. 愛知揆一(18) 2. 青木正久(1) 3. 東龍太郎(2) 4. 麻生信子(1) 5. 安達峰一郎(1) 6. 安達鏡子(1) 7. 天野貞祐(2) 8. 有光次郎(1) 9. 池田勇人(92) 10. 伊沢多喜男(6) 11. 石井光次郎(4) 12. 石黒忠篤(4) 13. 石坂泰三(2) 14. 石橋湛山(1) 15. 石原広一郎(1) 16. 伊集院芳子(6) 17. 一万田尚登(1) 18. 伊藤正徳(1) 19. 伊野碩哉(2) 20. 井上孝治郎(2) 21. 井上匡四郎(1) 22. 入交太蔵(2) 23. 上田仙太郎(1) 24. 宇垣一成(32) 25. 内山岩太郎(2) 26. 大久保利賢(1) 27. 大久保和喜子(2) 28. 大平駒槌(7) 29. 大野伴睦(2) 30. 大村清一郎(1) 31. 岡崎勝男(3) 32. 岡崎島子(2) 33. 小笠原三九郎(1) 34. 緒方竹虎(7) 35. 岡部長景(1) 36. 小川平吉(1) 37. 小畑敏四郎(1) 38. 小畑又雄(1) 39. 小汀利得(3) 40. 勝間田清一(1) 41. 門脇季光(3) 42. 金井正夫(1) 43. 金森徳次郎(1) 44. 樺山資英(1) 45. 菊池貞二(18) 46. 岸信介(12) 47. 北沢直吉(24) 48. 木戸幸一郎(4) 49. 木下彪(1) 50. 木村四郎七(6) 51. 木村篤太郎(5) 52. 清沢冽(7) 53. 群島忠次郎(1) 54. 久保市三郎(2) 55. 来栖三郎(1) 56. 黒田節二郎(1) 57. 桑原幹根(5) 58. 小池張造(1) 59. 小泉信三(87) 60. 小坂順造(16) 61. 小坂善太郎(10) | 1. 近衛文麿(1) 2. 小林躋造(1) 3. 小牧近江(2) 4. 小山完吾(1) 5. 近藤鶴代(3) 6. 西園寺公望(2) 7. 斎藤実(2) 8. 桜田武(1) 9. 鮭延信道(1) 10. 佐佐木信綱(9) 11. 佐渡卓(6) 12. 佐藤栄作(19) 13. 佐藤寛造(1) 14. 里見義裕(1) 15. 塩見俊二(1) 16. 志賀直哉(3) 17. 重光葵(12) 18. 幣原喜重郎(1) 19. 柴田敏夫(2) 20. 清水董三(2) 21. 下村宏(1) 22. 庄司隆治(1) 23. 鈴木貫太郎(1) 24. 鈴木淳(1) 25. 関屋貞三郎(2) 26. 仙石貢(1) 27. 高瀬荘太郎(11) 28. 高柳賢三(1) 29. 竹内克巳(2) 30. 武内龍次(2) 31. 竹内亀井(4) 32. 竹内強一郎(4) 33. 田子一民(1) 34. 辰巳栄一(26) 35. 田中義一(1) 36. 田中耕太郎(11) 37. 谷正之(1) 38. 谷口直枝子(90) 39. 谷口真(1) 40. 谷村唯一郎(1) 41. 堤康次郎(11) 42. 坪上貞二(2) 43. 坪川信一(1) 44. 坪川信三(2) 45. 鶴見憲(2) 46. 寺内正毅(7) 47. 東郷茂徳(1) 48. 徳川家正(1) 49. 鍋島直紹(1) 50. 南原繁(1) 51. 新関八洲太郎(1) 52. 西春彦(18) 53. 西彦太郎(1) 54. 西直彦(1) 55. 根本龍太郎(1) 56. 野田卯一(2) 57. 野村茂久馬(1) 58. 萩原徹(4) 59. 萩原智恵子(1) 60. 長谷川佳子(2) 61. 長谷川如是閑(1) | 1. 畑俊六(1) 2. 蜂谷輝雄(7) 3. 鳩山一郎(3) 4. 鳩山薫子(2) 5. 花岡広(1) 6. 馬場恒吾(7) 7. 馬場りう(1) 8. 林譲治(33) 9. 林知彦(22) 10. 原安三郎(1) 11. 原田熊雄(19) 12. 半沢玉城(2) 13. 日高信六郎(1) 14. 平沼騏一郎(1) 15. 広川弘禅(2) 16. 福田篤康(5) 17. 福永健司(6) 18. 藤井清子(6) 19. 藤島敏男(1) 20. 法華津孝太(1) 21. 細川護貞(1) 22. 堀田正昭(1) 23. 保利茂(31) 24. 堀江薫雄(2) 25. 牧野伸顕 ※峰子夫人宛を含む(71) 26. 真崎甚三郎(3) 27. 真崎立(17) 28. 正木直彦(1) 29. 増田甲子七(1) 30. 益谷秀次(3) 31. 俣野健輔(7) 32. 松井明(6) 33. 松谷誠(5) 34. 松原一雄(1) 35. 松宮順(2) 36. 松村御酒子(11) 37. 三木武夫(2) 38. 溝淵増巳(1) 39. 三谷隆信(58) 40. 三宅喜次郎(2) 41. 宮島清次郎(1) 42. 向井忠晴(3) 43. 安岡正篤(7) 44. 安田靫彦(38) 45. 柳田誠二郎(3) 46. 山本善雄(12) 47. 芳沢謙吉(1) 48. 吉田小五郎(1) 49. 吉田茂(1) ※同姓同名の別人 50. 吉田祥朔(2) 51. 吉田正男(5) 52. 吉田久子(1) 53. 吉田隆(1) 54. 米内光政(1) 55. 龍沢寺(1) 56. 若槻礼次郎(1) 57. 和田博雄(7) 58. ウィロビー(1) 59. スタッフォード(1) 60. バンカー(1) ※松井明による付記あり |

## 『吉田茂書翰 追補』
| 1. 青葉運太郎(1) 2. 赤木正雄(1) 3. 浅尾新甫(1) 4. 芦田均(2) 5. 麻生和子(6) 6. 鮎川義介(3) 7. 荒木貞夫(1) 8. 有馬頼寧(1) 9. 安藤正純(1) 10. 池田勇人(1) 11. 石井久子(1) 12. 石井光次郎(2) 13. 石橋湛山(2) 14. 上田仙太郎(5) 15. 宇垣一成(1) 16. 大久保利和(1) 17. 大倉邦彦(1) 18. 大野伴睦(1) 19. 岡崎勝男(1) 20. 岡田啓介(15) 21. 岡山自由党支部(1) 22. 奥村勝蔵(2) 23. 尾崎敬義(18) 24. 小畑敏四郎(1) 25. 小幡西吉(2) | 1. 鹿島守之助(2) 2. 金子武麿(1) 3. 加納久朗(29) 4. 賀陽宮家(1) 5. 河合良成(3) 6. 川村松助(3) 7. 菅野義丸(9) 8. 木村篤太郎(3) 9. 来栖三郎(7) 10. 小泉信三(2) 11. 小泉富子(1) 12. 小谷節夫(1) 13. 児玉秀雄(2) 14. 近衛文麿(1) 15. 近藤鶴代(2) 16. 佐藤毅(1) 17. 佐藤尚武(3) 18. 下村定(2) 19. 白洲次郎(7) 20. 白洲正子(2) 21. 菅原裕(1) 22. 鈴木九万(3) 23. 竹内克巳(2) 24. 武見太郎(4) 25. 田中義一(1) | 1. 辻嘉六(1) 2. 坪上貞二(1) 3. 鶴見祐輔(1) 4. 寺崎英成(1) 5. 中田栄子(1) 6. 夏掘源三郎(1) 7. 野村吉三郎(23) 8. 原澄治(1) 9. 深沢暹(4) 10. 前田米蔵(1) 11. 牧野伸顕微(1) 12. 牧野峰子(1) 13. 正木勝次(16) 14. 松平永芳(1) 15. 松野鶴平(2) 16. 松宮順(1) 17. 松村光三(1) 18. 宮島大八(2) 19. 柳田誠二郎(1) 20. 山口(1) ※料亭 21. 吉田健一(7) 22. 吉田正男(5) 23. 渡辺武(1) |